# Darren Tate
Darren Isaac Tate (* 22. Oktober 1972 in London) ist ein britischer Trance-DJ und -Produzent. Er ist auch bekannt unter den Pseudonymen Jurgen Vries und DT8 Project und für seine Zusammenarbeit mit Judge Jules als Angelic.

## Biographie
Darren Tate begann seine musikalische Karriere mit einer Kooperation mit Judge Jules und dessen Ehefrau Amanda O'Riordan. Im Juni 2000 veröffentlichten sie als Angelic die Single "It's My Turn". Die Single war 10 Wochen lang in den UK-Single-Charts und erreichte als Höchstplatzierung Position 11. Die Folgeproduktionen "Can't Keep Me Silent" und "Stay With Me" erreichten im Jahr 2001 wiederum die britischen Single-Charts mit Position 12 und 36. Dazwischen veröffentlichte Tate seine erste Eigenproduktion "Eternity" unter dem Pseudonym Orion und kam damit auf Platz 38.
Ab dem Jahr 2002 verwendete er neu die Pseudonyme Jurgen Vries sowie DT8 (und später DT8 Project) und hatte mit ihnen weitere Charterfolge. Seine bisher erfolgreichste Single war "The Opera Song", die er im Februar 2003 zusammen mit der Sängerin Charlotte Church veröffentlichte, die auf dem Cover mit CMC bezeichnet wird. Die Single erreichte den 3. Platz in den UK-Single-Charts.
Sein erstes Solo-Album war Horizons 01, das er im Jahr 2006 unter seinem Namen veröffentlichte. 2007 folgte das Album Perfect World, das er unter dem Pseudonym DT8 Project veröffentlichte. Im Jahr 2008 produzierte Tate für Kate Ryan eine Coverversion von "I Surrender".
Tate besitzt ein eigenes Label namens Mondo Records, das er im Jahr 2000 gegründet hat.

## Diskografie

### Alben
- 2006: Darren Tate – Horizons 01
- 2007: DT8 Project – Perfect World
- 2008: Darren Tate – Horizons 02
- 2013: Darren Tate – Horizons 03

### Singles
- 2000: It's My Turn (als Angelic)
- 2000: Eternity  (als Orion)
- 2001: Can't Keep Me Silent (als Angelic)
- 2001: The Journey (als Citizen Caned)
- 2001: Stay With Me (als Angelic)
- 2002: The Theme (als Jurgen Vries)
- 2003: The Opera Song (Jurgen Vries feat. CMC)
- 2003: Destination (DT8 feat. Roxanne Wilde)
- 2003: Wilderness (Jurgen Vries feat. Shena)
- 2004: Take My Hand (Jurgen Vries feat. Andrea Britton)
- 2004: The Sun Is Shining (Down On Me) (DT8 Project feat. Rob Li)
- 2005: Winter (DT8 Project feat. Andrea Britton)
- 2006: Narama (DT8 Project feat. Mory Kante)
- 2007: The Power of One (DT8 Project)
- 2010: Let the Light Shine in 2010 (vs. Jono Grant)

### Remixe
- Work In Progress feat. Emmie  – I Won't Let You Down (2001)
- Hemstock & Jennings vs. Adam White – Reverence (2006)
- Sunfreakz feat. Andrea Britton – Counting Down the Days (2007)
- Above & Beyond – Good for Me (2007)